# Wapen van Terband

Wapen van Terband

Het wapen van Terband is het dorpswapen van het Nederlandse dorp Terband, in de Friese gemeente Heerenveen. Het wapen werd in de huidige vorm in 2000 geregistreerd.

## Geschiedenis
Het wapen is afkomstig van een avondmaalsbeker van de kerk van Tjalleberd. Deze beker is afkomstig uit de 17e eeuw. Daar de wapens spreuken in Latijn bevatten, zou de auteur mogelijk een geestelijke kunnen zijn. Hoewel het wapen reeds langer bekend was, werd het in 2000 officieel geregistreerd op initiatief van plaatselijk belang.

## Beschrijving
De blazoenering van het wapen luidt als volgt:
In zwart een schedel, rustende op twee gekruiste beenderen, alles van zilver, met uit de oogkassen telkens drie gesteelde korenaren van groen. Wapenspreuk: op een wit lint in zwarte kapitalen: "Resurrectio" (Wederopstanding).
De heraldische kleuren zijn: sabel (zwart), zilver (zilver) en sinopel (groen).

## Zie ook

Wapen van Gersloot
Wapen van Gersloot-Polder
Wapen van Luinjeberd
Wapen van Tjalleberd